# Astragalus ninae
Astragalus ninae är en ärtväxtart som beskrevs av Nikolai Vasilievich Pavlov. Astragalus ninae ingår i släktet vedlar, och familjen ärtväxter. Inga underarter finns listade i Catalogue of Life.